# Tulipa stapfii
Tulipa stapfii là một loài thực vật có hoa trong họ Liliaceae. Loài này được Turrill miêu tả khoa học đầu tiên năm 1934.